# Episodi di MacGyver (serie televisiva 2016) (terza stagione)
La terza stagione della serie televisiva MacGyver, composta da 22 episodi, è stata trasmessa sul canale CBS dal 28 settembre
2018 al 10 maggio 2019. 
In Italia la stagione è stata trasmessa in prima visione assoluta su Rai 4 dal 19 settembre al 7 novembre 2019. Le ultime due puntate sono state invertite nella programmazione italiana.
| nº | Titolo originale                    | Titolo italiano               | Prima TV USA      | Prima TV Italia   |
| -- | ----------------------------------- | ----------------------------- | ----------------- | ----------------- |
| 1  | Improvise                           | Ritorni                       | 28 settembre 2018 | 19 settembre 2019 |
| 2  | Bravo Lead + Loyalty + Friendship   | Gli eroi di Dalton            | 5 ottobre 2018    | 19 settembre 2019 |
| 3  | Bozer + Booze + Back to School      | La confraternita della Fenice | 12 ottobre 2018   | 19 settembre 2019 |
| 4  | Guts + Fuel + Hope                  | Sotto pressione               | 19 ottobre 2018   | 26 settembre 2019 |
| 5  | Dia de Muertos + Sicarios + Family  | Dolcetto o scherzetto?        | 26 ottobre 2018   | 26 settembre 2019 |
| 6  | Murdoc + MacGyver + Murdoc          | Patto col diavolo             | 2 novembre 2018   | 26 settembre 2019 |
| 7  | Scavengers + Hard Drive + Dragonfly | Il cimitero dei computer      | 9 novembre 2018   | 3 ottobre 2019    |
| 8  | Revenge + Catacombs + Le Fantome    | Bombe e catacombe             | 16 novembre 2018  | 3 ottobre 2019    |
| 9  | Specimen 234 + PAPR + Outbreak      | A spasso col virus            | 30 novembre 2018  | 3 ottobre 2019    |
| 10 | Matty + Ethan + Fidelity            | Caccia alla talpa             | 7 dicembre 2018   | 10 ottobre 2019   |
| 11 | Mac + Fallout + Jack                | Uno vive, uno muore           | 4 gennaio 2019    | 10 ottobre 2019   |
| 12 | Fence + Suitcase + Americium-241    | La valigia                    | 11 gennaio 2019   | 10 ottobre 2019   |
| 13 | Wilderness + Training + Survival    | Il richiamo della foresta     | 18 gennaio 2019   | 17 ottobre 2019   |
| 14 | Father + Bride + Betrayal           | Il padre della sposa          | 1º febbraio 2019  | 17 ottobre 2019   |
| 15 | K9 + Smugglers + New Recruit        | Una nuova recluta             | 15 febbraio 2019  | 17 ottobre 2019   |
| 16 | Lidar + Rogues + Duty               | Vecchi amici, nuovi guai      | 22 febbraio 2019  | 24 ottobre 2019   |
| 17 | Seeds + Permafrost + Feather        | Semi & segreti                | 15 marzo 2019     | 24 ottobre 2019   |
| 18 | Murdoc + Helman + Hit               | Re bianco, re nero            | 5 aprile 2019     | 24 ottobre 2019   |
| 19 | Friends + Enemies + Border          | Ossi duri                     | 12 aprile 2019    | 31 ottobre 2019   |
| 20 | No go + High Voltage + Rescue       | Giochi pericolosi             | 26 aprile 2019    | 31 ottobre 2019   |
| 21 | Treason + Heartbreak + Gum          | Passeggeri                    | 3 maggio 2019     | 7 novembre 2019   |
| 22 | Mason + Cable + Choices             | Tra male e peggio             | 10 maggio 2019    | 7 novembre 2019   |

## Ritorni
- Titolo originale: Improvise
- Diretto da: Stephen Herek
- Scritto da: Peter Lenkov e Craig O'Neill

### Trama
Tre mesi dopo aver lasciato la Phoenix Foundation e essersi trasferito in Nigeria, Mac mette da parte le sue divergenze con suo padre e torna in missione per salvare Jack che si è unito sotto ricatto, durante un’incursione in un deposito militare in Russia, ad un ex dittatore bielorusso deposto che si credeva essere stato ucciso da Jack in passato e che vuole ora comprare un esercito di mercenari per riprendersi il potere.
- Guest star: Kate Bond (Jill), Ilia Volok (Roman Mareks), David Dastmalchian (Murdoc), Sibongile Mlambo (Nasha), Richie Stephens (Serhiy Yaroslav), Gil Darnell (Oleg Vadim), Yan Dron (soldato russo n.1), Ryan Constantine Monolopolus (soldato russo n.2), Shinar Frazier (autista della limousine), Dalon Huntington (sicurezza aeroportuale), Georgui Kasaev (soldato di Mareks).

- Ascolti USA: 5 770 000 telespettatori.[1]

## Gli eroi di Dalton
- Titolo originale: Bravo Lead + Loyalty + Friendship
- Diretto da: Duane Clark
- Scritto da: Brian Durkin

### Trama
Nel momento in cui alla Fenice sono ancora tutti turbati per la morte di Jill per mano di Murdoc, Jack riceve inaspettatamente una richiesta di aiuto di un suo commilitone per uno dei suoi vecchi amici della Delta che è ingiustamente ricercato in Honduras con un’accusa di terrorismo. MacGyver e Jack reclutano rapidamente il resto del vecchio team Delta di Jack e organizzano un'operazione di salvataggio non autorizzata per difenderlo dai mercenari doppiogiochisti che inizialmente lo avevano reclutato e poi incastrato.
[Motto di Jack Dalton e del suo ex reparto dei Delta: «Sempre nei guai, ma mai all'inferno!»]
- Guest star: Jesse C. Boyd (Ryan Thorpe), Wolé Parks (Caleb Worthy), Josh Stamberg (Paul “Deacon” Hern), Matt Skollar (Oman Munoz), Han Soto (Fitzgerald “Fitzy” Cheng), Max Ivutin (Joel), Elle Whitfield (Julie), Michael Otis (Penn), Kikey Castillo (Judy Munoz), Bobby Hernandez (terrorista #1), Derek Alfonso (terrorista #2).

- Ascolti USA: 5 730 000 telespettatori.[2]

## La confraternita della Fenice
- Titolo originale: Bozer + Booze + Back to School
- Diretto da: Tessa Blake
- Scritto da: Nancy Kiu

### Trama
MacGyver, Riley, Bozer e Leanna si infiltrano in un campus universitario per stanare un ex agente russo sotto copertura che sta reclutando alcuni studenti per compiere attentati sofisticati, dietro ingente pagamento da parte di un gruppo estremista marocchino, allo scopo di sabotare la politica antiterrorismo del governo locale. Nel frattempo, Jack si unisce al cacciatore di taglie Billy Colton per catturare un rapinatore fuggitivo pieno di debiti, ma è preoccupato quando scopre che Billy ha offerto a Riley un lavoro nella sua famiglia.
- Guest star: Lance Gross (Billy Colton), Jesse James Locorriere (Julian Sloan), Dennis Boutsikaris (Elliot Lambeau), Joshua Brady (Simon Tran), Donald Watkins (Victor), Andrew Romano (Quentin), Kwame Feaster (Dude), Kamran Shaikh (Guardia #1).

- Ascolti USA: 6 160 000 telespettatori.[3]

## Sotto pressione
- Titolo originale: Guts + Fuel + Hope
- Diretto da: Peter Weller
- Scritto da: Rob Pearlstein

### Trama
MacGyver e Riley devono trovare una via sicura per trasportare un'autocisterna piena di ossigeno liquido attraverso una regione della Georgia occupata dai ribelli, che vogliono impedire ai civili l’accesso a qualsiasi rifornimento ed aiuto umanitario, e consegnarla con urgenza ad un ospedale pediatrico prima che le scorte esistenti si esauriscano. Tuttavia Vasil, un padre preoccupato per la sorte della propria famiglia che si è offerto di aiutarli, si sta invece organizzando per rubare loro l’autocisterna durante il tragitto in modo da venderla ai ribelli per il mercato nero e quindi MacGyver, una volta giunti all’ospedale, deve inventarsi un altro modo per far affluire l’ossigeno nel reparto mettendo a rischio la propria vita. Inoltre Riley, grazie all’esperienza maturata con il proprio padre naturale, aiuta MacGyver a decidere se consentire o meno a suo padre di ritornare nella sua vita.
- Guest star: C. Thomas Howell (Vasil), Andrea Powell (Dottoressa Nakani), Greg Sproles (Uomo della manutenzione), Samira Izadi (Agente immobiliare), Tiffany Denise Hobbs (Cameriera), Spence Maughon (Diplomatico).

- Ascolti USA: 6 010 000 telespettatori.[4]

## Dolcetto o scherzetto?
- Titolo originale: Dia de Muertos + Sicarios + Family
- Diretto da: Eagle Egilsson
- Scritto da: Jim Adler e Andrew Karlsruher

### Trama
Quando il tentativo del Supervisore di catturare il leader del cartello della droga a cui appartiene Walsh non va come previsto, MacGyver e Jack si precipitano in Messico durante le celebrazioni del Dia de los Muertos per salvare il loro capo ferito, che nel frattempo è stato rintracciato poco lontano da una chiesa con il suo prigioniero. Una volta rifugiatisi presso una clinica odontoiatrica, essi vengono circondati ed inseguiti per la città dai sicari del cartello senza l’appoggio delle forze dell’ordine locali e pertanto devono passare dai tetti e dentro un tunnel sotterraneo per raggiungere un punto di estrazione situato nell’aerodromo di un campo agricolo. Nel frattempo, Bozer e Riley fingendosi degli sposi usano Halloween come distrazione per raccogliere informazioni su un sospetto traditore, Daniel Kettner, accusato di rubare documenti riservati per venderli ai cinesi.
- Guest star: Sibongile Mlambo (Nasha), Marco Rodriguez (Luis Gomez), David Midura (Daniel Kettner), Santiago Segura (Ufficiale Cardoza), Adela Tirado (Maribel Vargas), Christopher Marquez (Rafa), Trayce Malachi (Calvin), Lucia Scarano (signora Glass), Ray Benitez (sergente).

- Ascolti USA: 5 900 000 telespettatori.[5]

## Patto col diavolo
- Titolo originale: Murdoc + MacGyver + Murdoc
- Diretto da: Stephen Herek
- Scritto da: Craig O'Neill

### Trama
Murdoc rapisce la ragazza di MacGyver, Nasha, per costringere Mac ad aiutarlo a salvare suo figlio, Cassian, rapito e portato in un consolato russo abbandonato in Colombia da un ex poliziotto cinese appartenente al collettivo di assassini da lui reclutati. Tuttavia, ricompare un pericoloso individuo della vita personale di Murdoc (ovvero la sua ex moglie Amber, fuggita di prigione ed in guerra con lui per l’affidamento del figlio), che fornisce a Mac uno spaccato del passato della sua nemesi ma finge di essere interessata al recupero del bambino in cambio di un’ingente somma di denaro. Murdoc alla fine uccide tutti i rapitori, lasciando fuggire di proposito Amber e si costituisce alla Fenice in cambio dell’affidamento del figlio ad una nuova famiglia.
- Guest star: David Dastmalchian (Murdoc), Sarah Sokolovic (Amber), Allen Theosky Rowe (Chen), Brady Bond (Cassian), Sibongile Mlambo (Nasha), Armando Leduc (Direttore di banca), Joshua Lamboy (Autista).

- Ascolti USA: 6 060 000 telespettatori.[6]

## Il cimitero dei computer
- Titolo originale: Scavengers + Hard Drive + Dragonfly
- Diretto da: Gabriel Beristain
- Scritto da: Andrew Karlsruher

### Trama
Matty invia MacGyver e il suo team in Ghana per recuperare il disco rigido di un vecchio computer appartenente ad un senatore e riciclato illegalmente in una discarica di rifiuti elettronici gestita da un uomo potente e violento. Ma quando Matty si rifiuta di rivelare cosa c'è nel drive, a parte un file misterioso chiamato "Dragonfly", il team ipotizza cosa potrebbe essere così importante per lei. Con l’aiuto di una ragazzina che lavora nella discarica, il team riesce con uno stratagemma ad intrufolarsi nella villa dell’uomo per rubare l’apparecchio ma vengono scoperti e devono fuggire con un camion blindato dai militari locali che li stanno inseguendo prima di poter salvare tutti i ragazzi tenuti in ostaggio nella discarica.
- Guest star: Joy Sunday (Abina), Jimmy Akingbola (Joseph Musa), Brendan Hines (Ethan Raines), Ric Reitz (senatore Todd Steckler), Jamal O. Peters (Guardia), Makario Glenn (Danso).

- Ascolti USA: 6 430 000 telespettatori.[7]

## Bombe e catacombe
- Titolo originale: Revenge + Catacombs + Le Fantome
- Diretto da: Lily Mariye
- Scritto da: Brian Durkin

### Trama
MacGyver, Charlie e il resto della squadra partono per un’insidiosa operazione di cattura quando l’esercito russo arresta Il Fantasma assieme ad un gruppo di ribelli ceceni, completamente ignaro di avere in custodia il miglior produttore di bombe in circolazione a cui Mac dà la caccia da anni. Uno dei contatti dell’agente dell’intelligence britannica Eileen Brennan è infatti riuscito a contrabbandare una registrazione di un interrogatorio dall'installazione militare in cui vengono tenuti prigionieri come prova, pertanto Matty spedisce a Riley dei documenti militari russi falsificati per il trasferimento dell’uomo. Una volta scoperto che il posto di blocco principale è stato distrutto, essi cercano di fermarne l’evasione in corso organizzata dai suoi compagni dell’IRA allo scopo di fargli compiere un complesso attentato incendiario a Parigi contro il Primo ministro inglese. Alla fine Mac viene però catturato dall’uomo nel tunnel esploso del suo laboratorio situato nelle catacombe della città e deve riuscire a fermare in tempo il suo folle progetto distruttivo, scoprendo anche che il bombarolo è in realtà il padre che Eileen credeva morto assieme alla moglie in un attentato da lui stesso provocato decenni prima.
- Guest star: Holland Roden (Eileen Brennan), Sean C. Michael (Il Fantasma), Kellen Boyle (Patrick Quinn), Clark Moore (Tenente dell'esercito), Michael James Thomas (Soldato), Gabrielle Byndloss (Veterano ferito).

- Ascolti USA: 6 200 000 telespettatori.[8]

## A spasso col virus
- Titolo originale: Specimen 234 + PAPR + Outbreak
- Diretto da: Mike Martinez
- Scritto da: Lindsey Allen

### Trama
Quando la fiala contenente un virus letale viene rubata da un laboratorio ad alta biosicurezza del Centro per il controllo e la prevenzione delle  malattie ad Atlanta, il team deve cercare di recuperarla prima che scoppi una pandemia. Visionando i filmati delle telecamere a circuito chiuso del centro, essi scoprono che il dottor Luca ha portato all’esterno il virus in un barattolo di biocontenimento improvvisato e ha fatto perdere le sue tracce, infettandosi poi deliberatamente con una siringa per poter diventare contagioso in un arco temporale di 24 ore. Egli è diretto in Romania, cambiando aspetto per sembrare uguale ad un fotografo invitato ad una festa esclusiva, allo scopo di avvicinare ed uccidere un ricco proprietario di miniere di rame, incolpato per la morte di suo fratello durante un crollo procurato per poter incassare l’assicurazione dal danno. Nel frattempo, Riley affronta un lungo viaggio attraverso l’Arizona fino al Texas con Billy che a sua insaputa la porta a conoscere sua nonna.
- Guest star: Reign Edwards (Leanna Martin), Lance Gross (Billy Colton), Deidrie Henry (dott.ssa Falama), Rob Hallett (dott. Luca), Konstantin Lavysh (fotografo Sala), Stefan Rollins (Guardia di sicurezza), Tom Belgrey (Dorin Ionescu), Laura Whyte (Delores), Myrom Kingery (Meccanico), Kareem Lewis (Autista Rideshare), Evgeny Krutov (Guardia).

- Ascolti USA: 6 280 000 telespettatori.[9]

## Caccia alla talpa
- Titolo originale: Matty + Ethan + Fidelity
- Diretto da: David Straiton
- Scritto da: Andrew Karlsruher

### Trama
Quando emerge il suo status di agente della CIA a causa di un uomo di nome Samir Verma arrestato per traffico di droga in Croazia, Matty è costretta a rivelare al team che è sposata e che suo marito Ethan Raines è rimasto infiltrato all’interno di un'organizzazione criminale, chiamata S-Company, con il nome in codice di “Dragonfly” per ben otto anni prima di sparire improvvisamente ed essere considerato un traditore dall’Agenzia. Pertanto Matty ha bisogno che MacGyver e il team si infiltrino nella prigione e facciano evadere Samir simulando un avvelenamento: una volta libero, l’uomo è costretto a rivelare che venne reclutato due anni prima da Ethan a Mumbai per arrivare ad un socio d’affari e che attualmente si sarebbe stabilito a Cipro allo scopo di espandere le attività dell’organizzazione nel biotech. Una volta giunti a destinazione, la ricerca di un uomo dell’organizzazione di nome Lutsky rivela che, monitorando tutte le loro linee di comunicazione, essi stanno effettivamente cercando chi sia la talpa al loro interno ma che ancora non siano riusciti ad identificarla. Dopo che la missione di salvataggio ha avuto successo, la squadra scopre che Ethan deve tornare a casa sua per evitare che facciano del male alla sua nuova moglie Deena e alla giovane figlia, che si sono nascoste in un rifugio blindato; alla fine una Matty in preda ai rimpianti pretende che Ethan torni da loro, affermando che entrambe hanno bisogno di lui.
- Guest star: Reign Edwards (Leanna Martin), Brendan Hines (Ethan Raines), Sendhil Ramamurthy (Samir Verma), Eugene H. Russell IV (Dan Korbin), Manoli Ioannidis (Lutsky), Ariel Eliaz (Guardia prigione #1), Irhad Mutic (medico), Amaris Merlin (Poliziotto croato #1), Dash Kolos (Poliziotto croato #2)

- Ascolti USA: 6 360 000 telespettatori.[10]

## Uno vive, uno muore
- Titolo originale: Mac + Fallout + Jack
- Diretto da: Carlos Bernard
- Scritto da: Jim Adler

### Trama
L'anniversario dell'amicizia di Mac e Jack a Las Vegas viene bruscamente interrotto quando Griggs, un agente della CIA risalente alla prima missione segreta di Mac, li rapisce e li rinchiude in una stanza di cemento di un vecchio rifugio anti-aereo come vendetta per aver abbandonato lui e l’altro agente Hadley nel corso dell’esfiltrazione in una missione andata male in Indonesia sette anni prima. Dopo aver ferito accidentalmente Jack durante vari tentativi di evasione, Mac si trova costretto a fingerne la morte per far uscire allo scoperto Griggs e fargli confessare che venne catturato e che si salvò solamente uccidendo il suo compagno: all’improvviso Jack gli spara per poterlo catturare. Nel frattempo, Matty incarica Riley, Bozer e Leanna di intercettare dei finanziamenti illeciti provenienti da presunte attività terroristiche, copiando e cancellando con uno scanner quei dati contenuti in un diamante codificato della collana della principessa del Bahrein durante una sfilata di moda privata a Milano fingendosi dei semplici camerieri. Inoltre Bozer chiede a Leanna di trasferirsi in un nuovo appartamento con lui come nuova fase della loro relazione, ma lei alla fine non accetterà.
- Guest star: Reign Edwards (Leanna Martin), Shani Atias (principessa Zahra), Seamus Dever (Griggs), Jimmy Gonzales (Hadley), Clint Jung (Samrozi), Doug Savant (Waller), Sarah Al-Sherri (assistente di Zahra).

- Ascolti USA: 6 420 000 telespettatori.[11]

## La valigia
- Titolo originale: Fence + Suitcase + Americium-241
- Diretto da: Ron Underwood
- Scritto da: Brian Durkin

### Trama
Mac, Riley e Bozer dovranno fingere di essere la banda di Charlotte Cole, madre di famiglia premurosa di giorno nonché rappresentante in un’azienda farmaceutica e ladra professionista di notte, allo scopo di catturare un criminale ricercato dalle agenzie di intelligence che li ha ingaggiati per un furto pericoloso volto a finanziare gruppi terroristici. In cambio dell’amnistia per i reati commessi, Charlotte decide di collaborare rivelando il luogo dell’incontro durante il quale vengono incaricati di rubare, nel corso dell’evento di lancio di un prodotto, una valigia contenente una bomba sporca e custodita in un laboratorio di ricerca di un gigante tecnologico a Mosca. Utilizzando la copertura di semplici uomini delle pulizie, Mac, Bozer e Riley insieme a Charlotte dovranno invece evitare l’esplosione dell’ordigno raggiungendo il più velocemente possibile il seminterrato e cercando di non incorrere nei numerosi controlli di sicurezza. Tuttavia, una volta disattivata in tempo, Charlotte decide di rubare la bomba per consegnarla anonimamente al Governo, lasciando Mac in mano agli agenti di sicurezza, ma alla fine viene intercettata all’incontro fra ricettatore e compratore finale con una finta bomba nella valigia allo scopo di poter salvare la sua famiglia.
- Guest star: Bridget Regan (Charlotte Cole), Faran Tahir (The Fence), David Kallaway (Darren Farragut), Darren Darnborough (Leader terrorista), Greg Corbett (Lenny), Angelo Diaz (Capo agente TAC), Andre Pushkin (Guardia di sicurezza), Samuel Moody (Sam), Izabella Dzmitryieu (Caliope), Jiri Stanek (Guardia di sicurezza del muro d'argento n.3)

- Ascolti USA: 6 580 000 telespettatori.[12]

## Il richiamo della foresta
- Titolo originale: Wilderness + Training + Survival
- Diretto da: Brad Turner
- Scritto da: Joshua Brown & Andrew Klein

### Trama
Quando MacGyver porta Riley e Bozer nella natura selvaggia dello stato di Washington per l'addestramento intensivo alla sopravvivenza, le cose si mettono male non appena Mac viene catturato da un gruppo di rapinatori di banche in cerca della refurtiva gettata da un aeroplano in una zona impervia. Riley e Bozer riescono a seguire le loro tracce sentendo degli spari e trovando cadaveri lasciati indietro quando il gruppo inizia ad uccidersi a vicenda, con Mac che riesce infine ad uccidere l'ultimo membro pur essendo ferito e a bruciare i soldi per farne un segnale di fumo. Nel frattempo, Jack e Matty fanno un viaggio in Nebraska per mettere Ethan e la sua famiglia nella protezione dei testimoni per riuscire a sfuggire alle ricerche della S-Company quando Jack, durante il tragitto, riceve da un mittente anonimo una foto sul cellulare che riguarda il suo passato.
- Ascolti USA: 6 900 000 telespettatori.[13]

## Il padre della sposa
- Titolo originale: Father + Bride + Betrayal
- Diretto da: Avi Youabian
- Scritto da: Sophia Lopez (soggetto); Lindsey Allen e Nancy Kiu (sceneggiatura)

### Trama
Alonzo Olvera, un trafficante d'armi del mercato nero internazionale, offre a Matty di costituirsi e fornirle i dettagli concreti di tutte le sue varie attività in Sudamerica se lei gli consentirà di entrare in sicurezza in California per accompagnare la sua unica figlia Camila in chiesa il giorno del suo matrimonio. Matty è d'accordo, ma chiede a Mac, Jack, Riley e Bozer di fingere di essere degli invitati per assicurarsi che l’uomo non cerchi di scappare; tuttavia un gruppo di uomini armati, ritenuti dei clienti raggirati da Alonzo, prendono d'assalto il ricevimento di nozze. Dopo che sono stati velocemente catturati dalla squadra all’interno dell’hotel, Alonzo viene tuttavia ritrovato morto tramite un’iniezione di cianuro al collo e senza più le informazioni contenute nel tablet recuperato dalla cassaforte nella suite: Mac deduce pertanto che dietro l'assassinio ci sia un invitato al matrimonio molto vicino ad Alonzo che abbia agito prima dell’assalto, ovvero la madre, che nel frattempo ha avvelenato pure Riley. Jack, alla fine della missione, lascia il team poiché deve partire a tempo indeterminato per abbattere assieme ad una task-force il terrorista internazionale Tiberius Kovac, che Jack originariamente pensava fosse stato ucciso in un'esplosione e che invece ha appena compiuto un attentato al consolato di Budapest.
- Nota: si tratta dell'ultimo episodio in cui compare il personaggio di Jack Dalton.

- Ascolti USA: 6 960 000 telespettatori.[14]

## Una nuova recluta
- Titolo originale: K9 + Smugglers + New Recruit
- Diretto da: Gabriel Beristain
- Scritto da: Rob Pearlstein

### Trama
Dopo l'arrivo di Desi, un'amica di Jack mandata da lui stesso per sostituirlo, la nuova squadra viene incaricata di scortare e proteggere Maria Ramirez, un’amica di Mac che lavora all’ATF con il suo cane Cody addestrato a fiutare bombe e armi da fuoco, da un gruppo di trafficanti e da una talpa all’interno dell’ATF. Essi però si accorgono subito di non essere gli unici a seguire un importante carico di armi fantasma in un terminal portuale della California poiché vengono improvvisamente attaccati da un gruppo di uomini armati incaricati di rapire proprio il cane, che nel frattempo è fuggito nei boschi circostanti, spaventato dalla sparatoria, e poi svanito durante le ricerche per ritrovarlo. Il piano di salvataggio per localizzarlo si conclude a casa di una famiglia che però è caduta in una trappola con un annuncio via mail e pertanto vengono nuovamente attaccati ed inseguiti da altri uomini armati; Maria e Cody vengono presi ma Riley riesce a rintracciarli presso un deposito che va presto in fiamme e pertanto la squadra deve trovare un modo per salvarli in tempo.
- Nota: si tratta del primo episodio in cui appare il personaggio di Desiree Nguyen.

- Ascolti USA: 6 380 000 telespettatori.[15]

## Vecchi amici, nuovi guai
- Titolo originale: Lidar + Rogues + Duty
- Diretto da: Stephen Herek
- Scritto da: Don Perez

### Trama
MacGyver deve recuperare assieme a Desi in Azerbaigian il corpo di un pilota il cui caccia si è schiantato durante il collaudo top secret di un sistema di mappatura laser sperimentale progettato da Mac. Tuttavia, dopo essersi impossessati del congegno, vengono trovati dai militari e scoprono durante la fuga che il comandante Reese si è lanciato dall’aereo ma è ferito e pertanto si è nascosto in un villaggio nelle vicinanze. Una volta trovato, essi rilevano durante la fase di esfiltrazione che il congegno è stato inspiegabilmente sabotato prima del decollo da agenti traditori della CIA che volevano occultare un deposito di armi chimiche nascosto in un sito di scavi allo scopo di poterle rivendere all’estero: la missione implica a quel punto di neutralizzare gli agenti restanti e di mettere in sicurezza quelle armi. Intanto, Riley cerca di aiutare suo padre a migliorare le sue capacità informatiche per affrontare un colloquio di lavoro ma si ritrova a dover identificare l'hacker che ha compromesso la Fenice e che ha indotto una squadra SWAT ad irrompere in casa sua per arrestare lei ed Elwood.
- Ascolti USA: 6 570 000 telespettatori.[16]

## Semi & segreti
- Titolo originale: Seeds + Permafrost + Feather
- Diretto da: Alexandra La Roche
- Scritto da: Nancy Kiu e Lindsey Allen

### Trama
MacGyver, Desi e Riley devono risolvere il caso della scomparsa di un addetto alla manutenzione che lavorava all'interno del Deposito internazionale di semi in una zona remota della Groenlandia. Essi scoprono che qualcuno ha scavato per quasi un anno un tunnel nel permafrost per entrare nel caveau e ha poi ucciso l’uomo allo scopo di rubare dei semi di una rara pianta di piselli donati dai nordcoreani in grado di produrre una neurotossina. Una volta trovato un collegamento fra il ladro e un fioraio di Bruxelles che si rivela un suo parente, essi si dirigono a Praga per recuperare i semi evitando così un incidente internazionale ed impedire al ladro di vendicarsi della sua famiglia durante un incontro in un parco pubblico con Ludek Passer, ovvero il capo di un’organizzazione criminale europea. Intanto Mac sospetta che il padre gli nasconda qualcosa, avendo mancato ai loro consueti appuntamenti a pranzo, e pertanto incarica Bozer di tenerlo d’occhio con l’aiuto di Leanna, che scoprono che egli è gravemente malato di tumore.
- Ascolti USA: 5 620 000 telespettatori.[17]

## Re bianco, re nero
- Titolo originale: Murdoc + Helman + Hit
- Diretto da: Roderick Davis
- Scritto da: Lee David Zlotoff

### Trama
Quando Nicholas Helman riemerge per portare a termine una serie di omicidi su commissione a San Francisco, la Fenice è costretta a farsi aiutare dall'unica persona che lo conosce meglio: il suo protetto, Murdoc. Quello che però non sanno è che il vero obiettivo di Helman è proprio Murdoc e pertanto Helman riesce, con uno stratagemma, ad entrare nella prigione segreta dove è tenuto e si ritrova a dover collaborare con Bozer per non essere ucciso. Dopo che Helman ha ferito Bozer ad una spalla, lui e Murdoc si ritrovano a lottare e gli confessa che è stato lui stesso ad ingaggiarlo per poterlo uccidere ed evadere di prigione. Helman riesce ad avere la meglio su di lui ma Bozer lo salva in tempo; Murdoc però fugge con una jeep ma viene poco dopo catturato da Mac e suo padre a bordo di un mezzo blindato: per fargli pagare la tentata fuga, Murdoc viene fatto mettere nella cella accanto a quella di Helman.
- Ascolti USA: 5 570 000 telespettatori.[18]

## Ossi duri
- Titolo originale: Friends + Enemies + Border
- Diretto da: Andi Armaganian
- Scritto da: Justin Lisson

### Trama
MacGyver e Desi si trovano in Bosnia per una missione e devono improvvisamente aiutare un gruppo di rifugiati siriani, in fuga da un campo profughi gestito da trafficanti di esseri umani, che sono caduti in una voragine assieme ad una guardia di frontiera croata rimasta ferita da un colpo di arma da fuoco. Tuttavia gli stessi trafficanti che lo hanno ferito hanno seguito le loro tracce fino alla clinica pediatrica in cui è stato portato per essere curato e pertanto Mac deve escogitare un modo per difendere la struttura dall’imminente assalto. Nel frattempo, Riley è ancora impegnata a scoprire l’identità dell’hacker che ha esposto la Fenice quando Bozer rimane intrappolato nel SUV del Supervisore che è stato riempito di esplosivo al plastico a sua volta collegato ad un ordigno sofisticato inserito nel sistema elettrico e frenante del veicolo.
- Ascolti USA: 6 080 000 telespettatori.[19]

## Giochi pericolosi
- Titolo originale: No go + High Voltage + Rescue
- Diretto da: Eagle Egillson
- Scritto da: Rob Pearlstein e Andrew Karlsruher

### Trama
Dopo essere sfuggiti alla gendarmeria di Parigi in seguito ad una missione, MacGyver e la squadra vanno sotto copertura come turisti per trovare e riportare a casa vivi due giovani americani scomparsi mentre partecipavano ad una challenge fatta di sfide pericolose a tappe per tutto il Sudamerica. Dopo aver recuperato una mappa del gioco in una baraccopoli di Bogotà, essi scoprono che sono finiti in mano ad una vasta rete transcontinentale di sequestratori a Rio de Janeiro che lucra sul mercato del lavoro clandestino e che erano tenuti prigionieri in una fattoria alla periferia della città assieme ad altri ragazzi. Tuttavia, i due giovani sono stati trasferiti presso una torre dell’alta tensione per essere uccisi e pertanto Mac e Desi dovranno affrontare una corsa contro il tempo per salvarli; una volta a casa, Bozer e Riley cominciano a prendere consapevolezza di un’attrazione reciproca nascente fra Mac e Desi.
- Ascolti USA: 5 540 000 telespettatori.[20]

## Passeggeri
- Titolo originale: Treason + Heartbreak + Gum
- Diretto da: Stephen Herek
- Scritto da: Nancy Kiu e Lindsey Allen

### Trama
L'ex marito di Matty, Ethan, le chiede aiuto quando l’organizzazione criminale S-Company rapisce sua moglie e sua figlia in cambio della lista di agenti della CIA infiltrati e lei deve decidere se è disposta a commettere un atto di tradimento per aiutarlo a sottrarla nell’arco delle 48 ore a disposizione. MacGyver, Desi e Bozer si recano invece in via non ufficiale a Minsk per salvare la sua famiglia in tempo senza dover essere costretti a cedere la lista: dopo aver rintracciato uno dei ricattatori presso un magazzino in cui si svolgono incontri clandestini di boxe, essi riescono a risalire all’edificio in cui la donna viene tenuta prigioniera e a salvarla in tempo ma la figlia è stata sfortunatamente portata da un’altra parte. Una volta che la CIA viene coinvolta nel piano di Matty per sgominare l’intera organizzazione e salvare la bambina, stavolta con l’aiuto ufficiale della Fenice, Mac ed Ethan vengono condotti al cospetto del capo dell’organizzazione presso un parcheggio multipiano dove tutta la squadra riesce a fare irruzione per finalizzare il lavoro ma Ethan alla fine dovrà essere arrestato per aver messo in pericolo la sicurezza nazionale. Nel frattempo, Riley si unisce a Billy Colton e Mama Colton in una missione a Parigi per catturare il figlio di un miliardario con la sua fidanzata, sospettati di finanziare terroristi, quando scopre accidentalmente che lui si frequenta anche con un’altra donna e pertanto decide di lasciarlo.
- Ascolti USA: 5 330 000 telespettatori.[21]

## Tra male e peggio
- Titolo originale: Mason + Cable + Choices
- Diretto da: Maja Vrvilo
- Scritto da: Jim Adler

### Trama
L'uccisione di due artificieri della polizia presso il tribunale federale di Los Angeles costringe Charlie ad avvalersi dell'assistenza di MacGyver e della squadra per scoprire chi ha piazzato un potente ordigno all'interno del robot ma, durante il sopralluogo all'interno dell'edificio, egli viene rapito da un nuovo astuto avversario travestito da poliziotto e rinchiuso nell'ascensore in cima ad un grattacielo nelle vicinanze. Il congegno trappola a cesoia immesso sull'ascensore collegato simultaneamente a numerosi barili di acido muriatico che farebbero implodere le fondamenta di un hotel costringe Mac a fare una scelta impossibile entro un breve lasso di tempo: salvare la vita di Charlie o quella di centinaia di innocenti. L'elaborato piano di salvataggio viene improvvisamente bloccato da Charlie che decide di sacrificarsi facendo promettere a Mac di vendicare la sua morte: la Fenice riesce a risalire ad un ex agente dell'FBI di nome Elliot Mason scomparso tempo prima in seguito alle sue dimissioni ed il blitz per la sua cattura presso un'officina abbandonata viene portato a termine con successo. Prima di riuscire ad evadere dalla stanza degli interrogatori con un abile stratagemma, Mason rivela a Mac che è determinato a far soffrire tutta la squadra della Fenice poiché il figlio venne ucciso quando fu inviato dal padre di Mac in una missione speciale per salvare un agente dell'intelligence catturato, facendo inutilmente da esca durante un attacco diversivo dei Marines ad una base di ribelli. Dopo aver rubato un badge ad una guardia di sicurezza, Mason si dirige nei sottolivelli della Fenice per surriscaldare il sistema centrale dei server informatici e provocare un vasto incendio bloccando il sistema di ventilazione per costringere il personale all'evacuazione ma anche il padre di Mac a morire asfissiato nella stanza di sicurezza bloccata: il Supervisore  viene fortunatamente liberato da Desi mentre Mac non riesce a bloccare sul tetto la fuga in elicottero di Mason ed il rapporto con suo padre per giunta si incrina definitivamente quando gli rivela che era proprio lui quell'agente che doveva essere liberato.
- Nota: si tratta dell'ultimo episodio di Charlie Robinson.

- Ascolti USA: 5 470 000 telespettatori.[22]